# Studien zur Geschichte des neueren Protestantismus
Studien zur Geschichte des neueren Protestantismus  ist eine deutschsprachige historische Buchreihe. Sie wurde herausgegeben von Heinrich Hoffmann und Leopold Zscharnack. Viele weitere evangelische Theologen und Kirchenhistoriker haben an der Reihe mitgewirkt. Sie erschien in Gießen bei Töpelmann. Zwischen 1907 und 1939 erschienen 17 Bände, dazu einige Quellenhefte. 

## Bände
Die folgende Übersicht erhebt keinen Anspruch auf Aktualität oder Vollständigkeit:
- 1 Luther in den Wandlungen seiner Kirche. Horst Stephan. 1907 
  - 1 Spaldings Bestimmung des Menschen (1748) und Wert der Andacht (1755). Johann Joachim Spalding, Horst Stephan. Quellenheft 1908
- 2 Die Ethik Pascals. Karl Bornhausen. 1907
- 2 Schleiermachers Sendschreiben über seine Glaubenslehre an Lücke. Friedrich Schleiermacher, Hermann Mulert. 1908
- 3 Schleiermacher-Studien, Teil 1: Schleiermachers geschichtsphilosophische Ansichten in ihrer Bedeutung für seine Theologie. Hermann Mulert. 1907 
  - 3 John Toland’s Christianity not mysterious (Christentum ohne Geheimnis). John Toland, Leopold Zscharnack, Gottfried Wilhelm Leibniz. 1696. Quellenheft 1908
- 4 John Locke’s Reasonableness of Christianity. 1695. John Locke, Leopold Zscharnack, Carl Winckler. 1914
- 4 Schleiermacher als patriotischer Prediger. Ein Beitrag zur Geschichte der nationalen Erhebung vor hundert Jahren; mit einem Anhang von bisher ungedruckten Predigtentwürfen Schleiermachers. Johannes Bauer. 1908
- 5 Die Religiosität und die kirchenpolitischen Grundsätze Friedrich Wilhelms des Dritten in ihrer Bedeutung für die Geschichte der kirchlichen Restauration. Walter Wendland. 1909 
  - 5 Die Religionsphilosophie des Herbert von Cherbury. Auszüge aus “De veritate” (1624) und “De religione gentilium” (1663). Edward Herbert von Cherbury, Heinrich Scholz. Quellenheft 1914
- 6 Der Aufklärer Friedrich Nicolai. Karl Aner. 1912
- 7 Orthodoxie und Pietismus im Kampfe um die Predigt. Ein Beitrag zur Geschichte des endenden 17. und des beginnenden 18. Jahrhunderts. Martin Schian. 1912
- 8 Die evangelische Predigt im Revolutionsjahr 1848. Ein Beitrag zur Geschichte der Predigt wie zum Problem der Zeitpredigt. Ernst Schubert. 1913
- 9  Spinozas Stellung zur Religion. Eine Untersuchung auf der Grundlage des theologisch-politischen Traktats. Nebst einem Anhang: Spinoza in England (1670–1750). Georg Bohrmann. 1914
- 10 Die Theologie W. A. Tellers. Paul Gabriel 1914
- 11 Der neuere Protestantismus und die Reformation. Heinrich Hoffmann. 1919
- 12 Zur Vorgeschichte des Quäkertums. Theodor Sippell, Friedrich Loofs. 1920
- 13 Band 1 Der Ausgang der Aufklärung. Teil des mehrbändigen Werks Aufklärung, Idealismus und Restauration. 1930
- 15 Religionspädagogik bei Schleiermacher. Erwin Wissmann. 1934
- 16 Theologische Ontologie im modernen Anglikanismus. Martin Dietrich, Heinrich Frick. 1936
- 17 John Wesleys Lehre von der Heiligung, verglichen mit einem lutherisch-pietistischen Beispiel. Percy Scott, Heinrich Frick. 1939